# 公安调查厅
公安调查厅（日语：／ Kōan chōsa chō ?；英語：Public Security Intelligence Agency）是日本主要的情报机构之一，隶属于法务省。公安调查厅名义上是根据《防止破坏法》设立的。公安调查厅总部位于东京都千代田区，下设调查一部、调查二部、总务部以及研修所。

## 历史
日本公安调查厅的前身为法务省特审局。1952年7月21日，在原特审局的基础上改设为公安调查厅。

## 組織、職位

### 幹部
- 長官
- 次長

### 內部部局
- 總務部長
  - 參事官
  - 總務課
    - 審理室
    - 涉外廣報調整官

  - 人事課
- 調查第一部長
  - 第一課[日共]
  - 第二課[過激派]
  - 公安調查管理官2人
- 調查第二部長
  - 第一課（企劃、調整）
    - 國際調查企劃官

  - 第二課（情報收集、外國機關聯絡）
    - 國際破壞活動對策室

  - 公安調查管理官3人
    - 第三部門（朝鮮半島、朝鲜总联、NIS聯絡）
    - 第四部門（中國、東南亞）
    - 第五部門（俄羅斯、東歐、其他）

### 設施等機關
- 公安調查廳研修所

### 地方支分部局
- 公安調查局（日语：公安調査局）（北海道、東北、關東、中部、近畿、中國、四國、九州）
- 公安調查事務所（釧路、盛岡、埼玉、千葉、橫濱、新潟、長野、靜岡、金澤、京都、神戶、岡山、熊本、那霸）

## 相关事件
自2014年中国施行《反间谍法》以来，至少有9位日本人被中国法院认定向日本公安调查厅提供信息并获得报酬。以上9人均被认定构成间谍罪，并判处实刑。其中包括2025年5月被上海市法院判处12年有期徒刑的50多岁男性，与2025年7月被判处3年6个月有期徒刑的安斯泰来驻华机构高管，后者亦是首位根据《刑事诉讼法》认罪认罚从宽制度（日方称“司法交易”制度），承认间谍罪行的日本籍人士。